# June Carter Cash

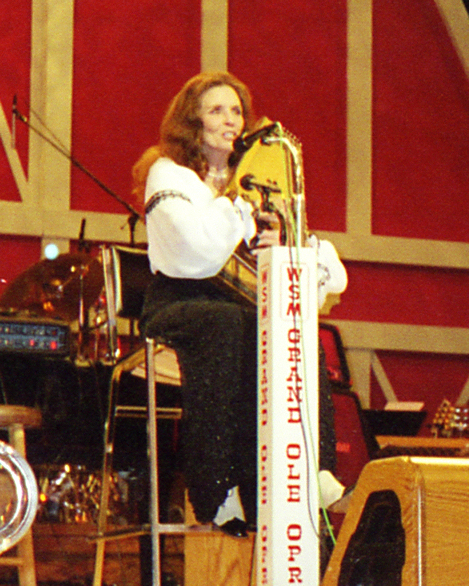
June Carter Cash mit Autoharp in der Grand Ole Opry, 1999

Valerie June Carter Cash (* 23. Juni 1929 in Maces Spring, Virginia; † 15. Mai 2003 in Nashville, Tennessee) war eine US-amerikanische Country-Musikerin, Sängerin und Songschreiberin. Sie wurde als Mitglied der traditionsreichen Carter Family bekannt und trat später auch mit ihrem Mann Johnny Cash auf. Sie wurde mehrfach mit einem Grammy ausgezeichnet.

## Leben
Die Tochter von Ezra und Maybelle Carter stand als Mitglied der Carter Family schon mit zehn Jahren auf der Bühne und spielte Country-Musik. Nach Trennung der Showfamilie 1943 kurz als Schauspielerin tätig, kam Carter bald zur Musik zurück. Auf der Bühne spielte sie oft Autoharp und auch Banjo und Gitarre.
In den fünfziger Jahren war sie mit dem Country-Musiker Carl Smith verheiratet. Aus der Ehe ging die Tochter Carlene Carter hervor, die in den 1970er und 80er Jahren die erfolgreiche Familientradition in dritter Generation fortsetzen konnte. Im November 1957 heiratete June Carter den Polizisten und Stockcar-Fahrer Edwin „Rip“ Nix. Die gemeinsame Tochter Rozanna Lea (Rosie) wurde 1958 geboren und starb im Oktober 2003 an einer Kohlenstoffmonoxidvergiftung.

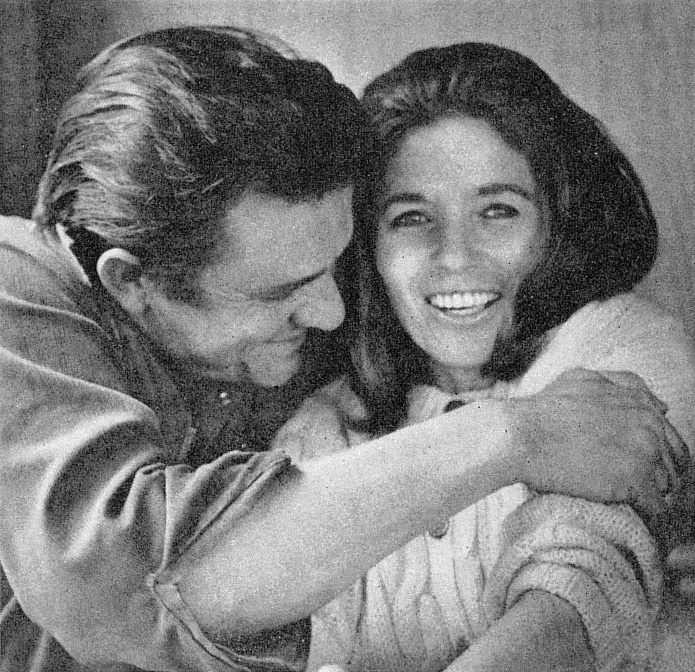
June Carter und Johnny Cash, 1969

Ab 1961 ging June Carter mit Johnny Cash auf Tournee. Im April 1963 brachte Cash den Song Ring of Fire heraus, der in seiner Version – unterlegt mit den typischen Mariachi-Trompeten – ein Welthit wurde. Das Lied war 1962 von Merle Kilgore und June Carter geschrieben worden, die darin Cashs Alkohol- und Tablettenabhängigkeit und ihre verbotene Liebe zu ihm beschreibt. Cash und Carter waren zu diesem Zeitpunkt noch mit anderen Partnern verheiratet, aber seit langem ineinander verliebt. Nachdem sich June Carter wegen Cashs Abhängigkeit lange geweigert hatte, ihn zu heiraten, nahm sie am 22. Februar 1968 seinen Heiratsantrag an, den er ihr auf der Bühne während eines Konzerts in Ontario in Kanada machte. Sie heirateten am 1. März 1968 in Franklin, Kentucky. Der gemeinsame Sohn John Carter Cash kam 1970 zur Welt.
Neben der Arbeit mit Cash trat sie weiterhin gemeinsam mit ihren Schwestern auf und führte ihre Solo-Karriere fort. 1975 veröffentlichte sie mit Appalachian Pride ihr Solo-Debüt. 1983 stand sie gemeinsam mit Cash für den Spielfilm Mord im falschen Bezirk vor der Kamera. Sie betätigte sich noch einige Male als Schauspielerin, meistens an der Seite ihres Mannes, so zum Beispiel in mehreren Folgen der Serie Dr. Quinn – Ärztin aus Leidenschaft.
2000 erhielt sie für Press On einen Grammy in der Kategorie „Best Traditional Folk Album“ und 2004 für das postum veröffentlichte Album Wildwood Flower sowie für Keep on the Sunny Side in der Kategorie „Best Female Country Vocal Performance“. June Carter Cash starb am 15. Mai 2003 im Alter von 73 Jahren an den Folgen einer Herzklappenoperation.

## Trivia
June Carter Cash wurde im 2005 gedrehten biografischen Film Walk the Line von Reese Witherspoon dargestellt, die dafür einen Oscar und einen Golden Globe Award in der Kategorie „Beste Hauptdarstellerin“ erhielt.

## Filmografie
- 1957: Rauchende Colts (Gunsmoke, Fernsehserie, Folge 2x37)
- 1976: Unsere kleine Farm (Little House on the Prairie, Fernsehserie, Folge 3x01)
- 1983: Mord im falschen Bezirk (Murder in Coweta County)
- 1986: Höllenfahrt nach Lordsburg (Stagecoach) (Fernsehfilm)
- 1986: Die letzten Tage von Frank und Jesse James (The Last Days of Frank and Jesse James)
- 1993–1997: Dr. Quinn – Ärztin aus Leidenschaft (Dr. Quinn, Medicine Woman, Folgen 2x05, 3x10 und 5x16)
- 1997: Apostel! (The Apostel)